# Keramotí (Kavála)
Keramotí, en grec moderne : Κεραμωτή, est un village du dème de Néstos dans le district régional de Macédoine-Orientale-et-Thrace en Grèce.
Situé à une altitude de 10 mètres, il se trouve à 42 km de Kavála. Il est le village continental le plus proche de l'île de Thasos.
Selon le recensement de 2011, la population du dème de Keramotí compte 2 056 habitants tandis que celle du village s'élève à 1 438 habitants.
Durant l'occupation ottomane la région n'était pas habitée mais à Keramotí, se trouvaient des entrepôts pour les marchandises qui étaient ensuite transportées à Thasos et dans d'autres îles de la mer Égée. Lors de l'échange de population de 1923, 59 familles de réfugiés, originaires d'Exástero (el) en Thrace orientale, se sont installées à Keramotí. Dans les années suivantes, la région a souffert de la malaria, mais des familles des environs se sont installées à Keramotí. Le village a commencé à se développer en tant que destination touristique, dans les années 1970, grâce à son port et à ses plages.
Keramotí est situé sur une petite péninsule qui forme un port naturel près de l'embouchure du fleuve Néstos, avec une plage de sable, au sein du parc national de Macédoine-Orientale-et-Thrace. Le village possède un port à partir duquel la plupart des services de ferry de fret et de passagers vers Thasos sont effectués. Le port, dont la profondeur peut atteindre 7,5 mètres, sert également de refuge pour les pêcheurs.